# Hans Gude Gudesen
Hans Gude Gudesen, född 6 mars 1950, är en norsk arkeolog, uppfinnare och IT-entreprenör.

## Biografi
Hans Gude Gudesen är uppvuxen i Fredrikstad i Östfold. Han utbildade sig till arkeolog vid Universitetet i Oslo. Som arkeolog har han bland annat forskat om gravfynd från vendeltiden i Norge. Han arbetade därefter under några år i USA med teknikutveckling och var en av grundarna av företaget Benjamin Iterated Systems. År 1994 startade Hans Gude Gudesen företaget Opticom AS, som i sitt laboratorium i Linköping, bolaget Thin Films Electronics, utvecklade datalagringslösningar baserade på ferroelektrisk polymerteknik och från 1999 under några år samarbetade med Intel Gudesen arbetar nu som konsult till Thin Film Electronics ASA, som fortsätter utvecklingsarbetet med ferroelektriska polymerer. Thin Film Electronics ASA är idag ett norskt börsnoterat aktiebolag, som har sitt utvecklingsarbete förlagt i dotterbolaget TFE AB i Linköping.
I samarbete med professorerna vid Norges teknisk-naturvitenskaplige universitet i Bergen, Arne Halaas och Tor A. Ramstad, bildade Opticom sökmotorföretaget Fast Search & Transfer ASA (FAST), som tillsammans med Schibsted 1995 lanserade söktjänsten Sesam och som även startat söktjänsten Alltheweb 1999. År 2008 såldes företaget till Microsoft.
Hans Gude Gudesen innehar rättigheter till närmare 400 patent.
År 2009 köpte Hans Gude Gudesen Ingmar Bergmans tidigare egendomar på Fårö och också huvuddelen av det utauktionerade lösöret. Bruksrätten till dessa överlämnade han till den nybildade Stiftelsen Bergmangårdarna på Fårö.